# نفعي (شاعر)
نفعي (ت. 1044 هـ / 1636 م) هو شاعر تركي، وُلد في بلدة حسن قلعة المُسماة اليوم «باسينلر» (بالتركية: Pasinler)‏، من أعمال أرضروم.
هو عمر بن عبد الله الأرضرومي ثم الإستانبولي. لا يعرف عن سني حياته الأولى إلا القليل. عرف بشعره بالهجاء اللاذع، وقد كلفه ذلك غاليا، إذ وفق أحد اللذين انتقدهم إلى استصدار أمر بقتله سنة 1636 م.
ذكر صاحب إيضاح المكنون أن له ديوان شعر فارسي.